# Мамчич, Евгений Александрович
Мамчич Евгений Александрович (1849, Курская губ. — 1918, Полтавская губ.) — государственный и политический деятель, действительный статский советник.

## Биография
Из дворян Тамбовской губернии. Родился в семье Драгунского Его Высочества принца Эмилия Гессенского полка, имевшего квартиры в г. Обояне, Курской губернии, поручика А. С. Мамчича. Внук дистанционного смотрителя провиантских магазинов по Курской губернии, ведомства Калужской провиантской комиссии, Провиантского д-та Военного м-ва, коллежского советника и кавалера С. И. Мамчича. Племянник ген.-майора Н. С. Мамчича. Семье Мамчича принадлежали имения, состоящие в Темниковском уезде Тамбовской, Фатежском уезде Курской, и Кременчугском уезде Полтавской губерний.
Окончил курс Тамбовской мужской гимназии. В 1866 поступил в Императорский Московский университет. В 1870 окончил курс наук юридического ф-та, со степенью кандидата. 30 ноября (12 декабря) 1870 определён на службу в М-во юстиции кандидатом на судебные должности при Воронежском окружном суде. 27 августа (8 сентября) 1871 утверждён в чине коллежского секретаря, по степени кандидата, со старшинством с 30 ноября (12 декабря) 1870. Переведён кандидатом на судебные должности при прокуроре Воронежского окружного суда 14 (26) февраля 1872. Причислен к Департаменту М-ва юстиции, с откомандированием к исправлению должности судебного следователя 1-го участка Бобровского уезда, округа Воронежского окружного суда, с 21 августа (2 сентября) 1873.
С последней должности назначен товарищем подольского губернского прокурора 1 (13) июня 1874. В той должности 11 (23) февраля 1875 произведён, за выслугу лет, в титулярные советники, со старшинством с 30 ноября (12 декабря) 1873.
Переведён товарищем киевского губернского прокурора 3 (15) августа 1875. В той должности 16 (28) августа 1879 произведён, за выслугу лет, в коллежские асессоры, со старшинством с 30 ноября (12 декабря) 1876. Уволен от должности, с причислением к Министерству юстиции, с 31 марта (12 апреля) 1880.
Состоял при Министерстве юстиции с марта 1880 до марта 1886. В мае, ноябре 1880 и мае 1881 трижды увольнялся в 4-месячные отпуска, во внутренние губернии России. В сентябре 1881 произведён, за выслугу лет, в надворные советники, со старшинством с 30 ноября (12 декабря) 1880. Был избран и сенатским определением от 5 (17) сентября 1885 утверждён на 3-летие почётным мировым судьей по Кременчугскому уезду, Полтавской губ.
Переведён в М-во внутренних дел, с причислением к оному, с 7 (19) марта 1886. Назначен советником Бессарабского губернского правления 30 июня (12 июля) 1886. В октябре того же — 1886, там же — в Кишиневе, женился на дочери бессарабского губернатора, ген.-майора А. П. Константино́вича. В той же должности в апреле 1887 произведён, за выслугой лет, в коллежские советники, со старшинством с 30 ноября (12 декабря) 1884.
По прошению, уволен от должности советника Бессарабского губернского правления, с причислением к Министерству внутренних дел, с 21 января (2 февраля) 1889. Состоял при министерстве с января 1889 по февраль 1892. С семьей жил в С.-Петербурге. В декабре 1889 произведён, за выслугу лет, в статские советники, со старшинством с 30 ноября (12 декабря) 1888.
ВП от 5 (17) марта 1892 за № 11, по ведомству М-ва внутренних дел, назначен вице-губернатором Екатеринославской губернии, с 27 февраля (10 марта) 1892. В той должности, высочайшим указом от 1 (13) января 1893, пожалован орденом Святого Станислава 2 степени. Кроме службы в комитетах и присутствиях Екатеринославского губернского правления, по должности вице-губернатора, вместе с супругой состоял действительным членом Екатеринославского к-та Православного миссионерского о-ва.
ВП от 22 мая (3 июня) 1893 за № 20, по ведомству М-ва внутренних дел, перемещён на должность витебского вице-губернатора, с 19 (31) мая 1893. В той должности высочайше разрешено принять и носить иностранный орден Благородной Бухары (Восходящей звезды Бухары) 2 степени (1894), был пожалован, за отличие, в чин действительного статского советника 6 (18) декабря 1895, и награждён памятной серебряной медалью «В память царствования императора Александра III» (1896).
По должности вице-губернатора возглавлял Витебское губернское правление, был: членом губернского по крестьянским делам Присутствия; губернского по воинской повинности Присутствия; губернского по городским делам Присутствия; губернской комиссии народного продовольствия; губернского распорядительного комитета при Казённой палате; губернского лесоохранительного к-та; директором губернского попечительного о тюрьмах комитета; помощником председателя губернского статистического к-та; действительным членом попечительства витебских детских приютов, его супруга была помощницей попечительницы приютов; товарищем председателя Витебского местного управления Российского о-ва Красного Креста. Вместе с супругой состоял действительным членом Витебского отделения Православного миссионерского о-ва.
С 16 (28) июня 1898 был уволен в отпуск на 2 месяца, а 8 августа, по прошению, уволен от должности витебского вице-губернатора, с причислением к МВД. Состоял при министерстве до своей отставки в 1906 году. С семьей жил в С.-Петербурге, периодически покидая столицу. Приказом министра внутренних дел от 11 (24) марта 1906 за № 8, уволен от службы, согласно прошению, с мундиром, последней его должности [витебского вице-губернатора] присвоенным.
В отставке занялся политикой. Монархист. Член-учредитель и почётный член, с правами учредителя, Союза русского народа, член главного совета Союза до 24 мая (6 июня) 1910, а с ноября 1911 — член главного совета Всероссийского дубровинского Союза русского народа.
Занимался общественно-просветительской и благотворительной деятельностью. Был действительным членом благотворительного С.-Петербургского общества последователей гомеопатии, членом правления Общества до 11 (24) марта 1912 и его казначеем по последним отчётам 1915 года, вплоть до захвата власти большевиками в 1917 г. Общество, основанное в 1881, с 1898 открыло и содержало собственную Больницу в память императора Александра II с амбулаторией и аптекой (ул. Лицейская, д. 6, ныне — ул. Рентгена), где в сентябре 1914, совместно с С.-Петербургским обществом врачей-гомеопатов, был открыт лазарет для раненых воинов на 40 кроватей, а также был открыт бесплатный амбулаторный приём для перевязок и лечения раненых и больных воинов.
Владел родовым имением (12 десятин) при с. Успенском (Чермное тож), с дер. Криковка, Черменской волости, Темниковского у., Тамбовской губернии, в коем, по 10-й ревизии — 1859, было 3 домохозяйства, в коих крепостных крестьян 18 муж. и 23 жен. пола.
В Кременчугском уезде, Полтавской губернии, был помещиком материнского имения при с. Броварки. Принимал на себя обязанности председателя приходского попечительства Рождествено-Богородицкой церкви с. Броварок и деятельно участвовал в приходской жизни, за что был награждён благословением епархиального начальства: «От лица его преосвященства епископа Иоанна выражается благодарность с преподанием Божия благословения 22 ноября 1906 года председателю приходского попечительства Р.-Богородичной церкви села Броварок, Кременчугского уезда, действительному статскому советнику Евгению Александровичу Мамчичу, за предоставление им собственного кирпичного завода для изделия и выпалки кирпича, с тратою из его личных средств по 25 к. за каждую тысячу, такого кирпича попечительством выпалено для расширения церкви и устройства колокольни свыше 2 000 000 шт.; кроме этого он, Мамчич, все время производства работ с 1903 по 1906 год принимал самое деятельное участие; попечительству той же церкви за весьма усердную деятельность при означенных выше работах с пожертвованием на это 2 910 руб. 99 коп.»
По ведомству М-ва юстиции избирался, и определениями Правительствующего сената от 12.12.1907, 20.10.1910, 18.01.1912 и 15.04.1915, четыре срока подряд утверждался на 3-летие почётным мировым судьей, по Кременчугскому уезду, Полтавской губ.
После захвата власти большевиками показан в числе петроградских оптантов, то есть лиц, получивших право принять гражданство Советской России (при иммиграции) или другого государства (при эмиграции) в определённый срок. Умер в 1918 или 1919 в Кременчуге.

## Материалы к биографии
- Отец — Александр Семёнович Мамчич (ок. 1823 — не ранее 1885), полковник, военный педагог. Из дворян Тамбовской губ. Помещик с. Успенского (Чермное тож), с дер. Криковка, Темниковского уезда. Сын коллежского советника и кавалера Семёна Ивановича Мамчича (? — не ранее 1857)[48], и Елизаветы Дмитриевны, помещицы благоприобретённого имения в дер. Хотемле, Фатежского уезда, Курской губ.[49] Старший брат ген.-майора Н. С. Мамчича.

Образование получил в Главном инженерном училище: 02.08.1843 — из портупей-юнкеров произведён в прапорщики, с зачислением в полевые инженеры, по Инженерному корпусу, и с оставлением при училище для продолжения курса наук; в 1845 выпущен прапорщиком в полевые инженеры из нижнего офицерского класса; 29.07.1847 — переведён прапорщиком в Драгунский Его Высочества принца Эмилия Гессенского полк; 07.08.1848 — на вакансию из прапорщиков в поручики; 04.04.1850 — уволен от службы, по болезни, поручиком; в 1851 определён в службу вновь, поручиком Драгунского Его Императорского Высочества Великого князя Николая Николаевича Старшего полка; 02.11.1853 — переведён тем же чином в неранжированный Владимиро-Киевский кадетский корпус, на должность репетитора; 17.04.1857 — орд. Св. Станислава 3-й степени; 30.08.1857 — в связи с упразднением неранжированного Владимиро-Киевского кадетского корпуса переведён во вновь открываемый Владимирский Киевский кадетский корпус, на должность помощника инспектор классов; 17.04.1858 — производится, за отличие по службе, в штабс-капитаны, с оставлением в должности; 22.12.1859 — переведён в Тамбовский кадетский корпус, помощником же инспектора классов; «собственно учебное дело в корпусе находилось в ведении помощника инспектора классов <…> Заместителем Грушке 22.12.1859 г. был назначен штабс-капитан Мамчич (дворянин Тамбовской губернии — образование получил в нижнем офицерском классе при Главном инженерном училище), отчисленный, с упразднением Тамбовского корпуса, в армейскую пехоту майором»; служил помощником инспектора классов малолетнего отделения корпуса в Тамбове; 23.04.1861 — орден Св. Анны 3-й степени; 19.04.1864 — произведён, за отличие по службе, в капитаны, с оставлением в должности; 27.03.1866 — орден Св. Станислава 2-й степени; 21.10.1866 — в связи с упразднением Тамбовского кадетского корпуса зачисляется по армейской пехоте, с производством в майоры, и тогда же переведён в столицу, на должность помощника инспектора классов 1-й с.-петербургской военной гимназии, прослужив в ней менее года; 10.03.1867 — переведён, на основании 77 ст. высочайше утвержденного 15.10.1866 Положения о военных гимназиях, по военно-учебным заведениям, военных гимназий, 1-й с.-петербургской, помощник инспектора классов, состоящий по армейской пехоте майор Мамчич — в 8-й Драгунский Астраханский Его Императорского Высочества Великого князя Николая Николаевича Старшего полк, с оставлением в том же заведении; 16.05.1867 — назначен инспектором классов Михайловской Воронежской военной гимназии; 31.03.1868 — за отличие по службе, в подполковники 8-го Драгунского Астраханского Его Императорского Высочества Великого князя Николая Николаевича Старшего полка, с оставлением в должности; 28.03.1871 — за отличие по службе, в полковники того же полка, с оставлением в должности. О службе А. С. Мамчича в Воронеже писал его знакомый П. П. Карцов: «В августе месяце желание видеться с братом, осматривавшим части своего округа, заставило меня быть в Воронеже <…> Там же я воспользовался случаем отдать визит инспектору классов Воронежской гимназии, полковнику Мамчичу, бывшему у меня по зиме в Тамбове. Он доставил мне возможность видеть и самую военную гимназию, что было кстати потому, что, по уничтожении кадетских корпусов, я ещё не видел ни одной из них. Воспитанники в это время были в саду, но их дортуары оказались в неимоверном беспорядке. Видя постели измятыми, мебель, стоящую как попало, а книги и тетради разбросанными по столам и табуретам, я спросил Мамчича, что всё это значит? — Таковы ныне порядки, отвечал он, — воспитанникам, между классными занятиями, дозволяется теперь отдыхать, ложась на кровать, и вообще им предоставлена полная свобода в камерах»; 30.07.1871 — назначен состоять при Главном управлении военно-учебных заведений для поручений, сверх штата, с отчислением от должности, и с зачислением полковником по армейской кавалерии; 29.09.1871 — уволен от службы, по домашним обстоятельствам, с мундиром.
После отставки уехал жить в полтавское имение жены при с. Броварки, Кременчугского уезда. Занимался делами имения. Там же владел конным заводом. Был корреспондентом ж-ла «Коннозаводства». Жертвовал доходы со своих земель по берегам р. Сулы на содержание Чигирин-Дубровской Георгиевской церкви, Кременчугского уезда. По военному чину, внесён во 2 ч. ДРК Полтавской губернии. В звании отставного полковника, сенатскими определениями от 23 июля (4 августа) 1875 и 4 (16) декабря 1878, утверждался на 3-летие почётным мировым судьей, по Кременчугскому уезду. Второй срок не добыл. Сенатским определением от 10 (22) декабря 1880 уволен, согласно прошению, от должности почетного мирового судьи Кременчугского уезда. Первого ноября 1882 присутствовал на 50-летнем юбилее протоиерея Преображенской церкви села Твердохлебова, Кременчугского уезда, Афанасия Михайловича Чернышевского. Сенатским определением от 5 (17) февраля 1885 вновь утверждён на 3-летие почётным мировым судьей, по тому же уезду.
- Мать — полтавская помещица Ольга Степановна, урождённая Кирьякова, дочь капитана и кавалера Стефана Григорьева Кирьякова, и его жены Анны, помещиков с. Броварки, Кременчугского уезда. По духовной отца, О. С. Мамчич получила в приданое имение при с. Броварки. Там же помещиком был родной её брат — отставной поручик Иоанн (Иван) Степанович Кирьяков (217 душ по 9-й ревизии). Другой её брат — отставной поручик Григорий Степанович Кирьяков, был помещиком имения при с. Гонцы, Лубенского уезда, Полтавской губ. (194 души по 9-й ревизии). Единокровная сестра (от второго брака отца с Прасковьей) — жена ротмистра Анна Степановна Минькевич-Петровская, при выходе в замужество в 1846 получила от родителей в приданое имение, состоящее Хорольского уезда, Полтавской губернии, хутор Бочки и дачу Бурбино, в коем было ревизских 212 душ крестьян обоего пола.[63] На рубеже XX в. полковница О. С. Мамчич показана землевладелицей того же имения Полтавской губернии, Кременчугского уезда, в даче с. Броварок, в участке под названием «Степок», 472-х десятин: от губернского города — 140 верст; от уездного — 50 верст; от ж. д. станции «Глобино», Харьковско-Николаевской ж. д. — 20 верст; от пристани «Градижск» — в 20 верстах.[64]
- Дядя — Николай Семёнович Мамчич (ок. 1829 — 21.01.1888), генерал-майор. Из дворян Тамбовской губ. С братом был совладельцем имения в с. Успенском (Чермное тож), с дер. Криковка, Темниковского уезда. Московский домовладелец.[65]

Образование получил в Тамбовском кадетском корпусе: 14.08.1847 — из воспитанников корпуса произведён в прапорщики Черниговского фельдмаршала графа Дибича-Забалканского пехотного полка; 27.05.1849 — на вакансию в подпоручики; 13.11.1855 — назначен старшим адъютантом штаба 8-й пехотной дивизии; 30.10.1858 — произведён в капитаны, с оставлением в должности; 01.10.1860 — произведён, за отличие по службе, в сравнение с сверстниками, майором, со старшинством с 16.05.1860; 19.05.1861 — переведён в Тарутинский пехотный великого герцога Ольденбургского полк; 22.02.1862 — назначен обер-вагенмейстером 6-го армейского корпуса и командиром 6-й фурштатской бригады, с зачислением по армейской пехоте; 26.02.1863 — орд. Св. Анны 3 ст.; 16.06.1863 — назначен старшим адъютантом штаба 2-го резервного корпуса, с оставлением по армейской пехоте; 28.10.1864 — назначен в штаб Московского военного округа старшим адъютантом, с оставлением по армейской пехоте; 31.03.1868 — произведён в полковники, с оставлением в должности и по пехоте; 22.09.1869 — орд. Св. Владимира 4 ст. с бантом, за выслугу 25 лет; 27.12.1870 — назначен смотрителем Московского военного госпиталя, с оставлением по армейской пехоте; 23.02.1875 — орд. Святого Станислава 2 ст.; 29.07.1880 — отставлен от должности, с зачислением в запасные войска и оставлением по армейской пехоте; 06.04.1882 — произведён в генерал-майоры, с увольнением от службы, с мундиром и с пенсией полного оклада. Умер в Туле. Погребён в Москве 21.01.1888, на кладбище Алексеевского девичьего монастыря, рядом с супругой. Жена — Анна Николаевна Мамчич (22.02.1848—29.02.1872). Похоронена 2.03.1872 на кладбище Алексеевского женского монастыря.
Его сын и двоюродный брат Е. А. Мамчича — Николай Николаевич Мамчич, артиллерии капитан. Выпускник военно-училищных курсов Киевского юнкерского пехотного училища: 07.08.1893 — из юнкеров 7-го Самогитского ген.-адъютанта графа Тотлебена полка в подпоручики, со старшинством с 04.08.1892, и с переводом в 1-ю резервную артиллерийскую бригаду; 13.07.1897 — в поручики, со ст. с 04.08.1896; 28.08.1900 — в штабс-капитаны, со ст. с 04.08.1900, назначен на должность старшего офицера бригады; в 1903 освобожден от должности в связи с прикомандированием к 13-й арт. бригаде; 28.07.1904 — переведён в 13-ю арт. бригаду; 04.09.1905 — в капитаны, со ст. с 04.08.1904; 05.03.1906 — орд. Св. Станислава 3 ст.; 13.10.1906. — орд. Св. Анны 3 ст.; 06.03.1909 — переведён в 13-й артиллерийский парк; 07.08.1910 — переведён обратно в 13-ю арт. бригаду; 14.03.1912 — исключен из списков умершим.
- Жена — София Александровна, урождённая Константино́вич (1864—1942), дочь бессарабского губернатора, ген.-лейтенанта А. П. Константино́вича. Венчались в Кишиневе 10 (22) октября 1886. Семьи Мамчича и девицы Констанино́вич были знакомы с 1850-х, когда отец жениха и отец невесты много лет вместе служили в Киевском Владимирском кадетском корпусе. Удачный брак оказал определённое влияние на карьеру Е. А. Мамчича. В том же — 1889, когда А. П. Константино́вич был произведён в ген.-лейтенанты, назначен членом совета министра внутренних дел и переехал в С.-Петербург, Е. А. Мамчич также перевёлся на службу в столицу.

Во время Первой мировой войны С. А. Мамчич служила сестрой милосердия Красного Креста: 29 июля (11 августа) 1914 определена сестрой милосердия военного времени Петроградской общины имени ген.-адъютанта М. П. фон Кауфмана, с назначением в 1-й военно-полевой запасной госпиталь; выбыла из состава сестер милосердия 29 августа (11 сентября) 1914; 25 сентября (8 октября) 1914 определена запасной сестрой милосердия Петроградской общины Святого Георгия, с назначением в 4-й этапный лазарет Общины Красного Креста имени Саратовского дворянства; с конца 1914 по май 1915 — старшая сестра милосердия Госпиталя Российского о-ва Красного Креста и Петроградского дворянства, устроенного на 300 кроватей. Работала в продолжение 7 месяцев на передовых позициях фронта, вернулась в С.-Петербург в мае 1915.
По сведениям своего двоюродного брата по материнской линии — академика В. И. Вернадского, после захвата власти большевиками и начала Гражданской войны, С. А. Мамчич овдовела и потеряла единственного сына. До начала Великой Отечественной войны жила в Кременчуге, потом эвакуировалась в Подмосковье. Осенью-зимой 1941 перенесла немецкий плен под Малоярославцем, была освобождена, и умерла не позднее марта 1942 от осложнений, вызванных пленом и последствиями сделанной в то же время операции по удалению раковой опухоли.
- Сын — Олег Евгеньевич Мамчич (27.09.1888 — 1919, Одесса) — корнет. Из дворян Полтавской губ. Поступил в Императорский Александровский лицей в мае 1901 г. в младший приготовительный класс. В 1907 написал сочинение «Значение митрополита киевского Петра Могилы и основания им академии в истории русского просвещения»[74], а в 1909 — выпускное «О неустойке»[75], сохранившиеся в архиве ИАЛ. По окончании ИАЛ в 1909 определён с чином X класса в Государственную канцелярию. Дополнением к высочайшему приказу от 26.05.1909 за № 38, по ведомству учреждений императрицы Марии, утверждён в чине коллежского секретаря, со старшинством с 21.05.1909.[76] Однако, выбрал путь военной службы. Кроме общего лицейского образования, получил военное образование. Вступил в службу унтер-офицером лейб-гвардии Уланского Её Величества Государыни Императрицы Александры Фёдоровны полка; выдержав офицерский экзамен при Николаевском кавалерийском училище, 16.10.1910 произведён в корнеты, со старшинством с 06.08.1910, и с переводом в 3-й гусарский Елисаветградский Е. И. Высочества Великой княжны Ольги Николаевны полк[77]; 27.06.1911 — зачислен в запас армейской кавалерии и на учёт по С.-Петербургскому уезду[78]; 04.06.1913 — определён в службу корнетом в 16-й гусарский Иркутский Е. И. Высочества Великого князя Николая Николаевича полк[79]; 18.01.1914 — зачислен в запас армейской кавалерии и на учёт по С.-Петербургскому уезду.[80] Во время Первой мировой войны определён в службу корнетом Гвардейского запасного кавалерийского полка, квартировавшего в Кречевицких казармах, Новгородского уезда, с назначением на должность младшего офицера[81]; 30.07.1915 — за отлично-ревностную службу и особые труды, вызванные обстоятельствами войны, пожалован орд. Св. Станислава 3 ст.[82] После захвата власти большевиками показан в числе петроградских оптантов.[83] Умер в 1919 в Одессе.[84] Был холост.